# 917-й отдельный транспортный полк ВВС ВМФ
917-й отдельный транспортный авиационный полк ВВС ВМФ — ныне не существующая воинская часть Военно-воздушных сил (ВВС) ВМФ СССР и РФ.

## Наименования полка (подразделения)
Условное наименование - войсковая часть 87381.

## Задачи
Транспортные перевозки личного состава и воинских грузов в интересах командования Черноморского флота, перевозка руководства флота, визуальная, радио и радиотехническая разведка, радиоэлектронная борьба, (для чего имелись специализированные самолёты РР и РТР), постановка помех, аварийно-спасательное обеспечение и десантирование РДГ морской пехоты, специальные задачи по обеспечению испытаний новых видов морского вооружения и т.д.

## История полка
1 июля 1944 года, на основании приказа НК ВМФ, в составе ВВС ЧФ была сформирована 2-я отдельная смешанная авиационная эскадрилья. На формирование АЭ были обращены: 18-й отдельный транспортный авиационный отряд, а также авиационное звено связи и санитарное авиационное звено при Управлении ВВС ЧФ. Местом базирования был определён Севастополь.
7 октября 1947 года на базе 2-й ОСАЭ развёрнут 560-й отдельный транспортный авиационный полк (циркуляр НГШ ВМС №0035).
11 мая 1948 года 560-й ОТАП свёрнут в 260-ю отдельную транспортную авиационную эскадрилью.
3 июня 1957 года на базе эскадрильи формируется 917-й отдельный транспортный авиационный полк. Место дислокации полка - аэродром Евпатория. В период 1959-1961 гг в составе полка была эскадрилья разведки и РЭБ.
В 1961 году полк передислоцирован на аэродром Кача.
С 1968 года составе полка было 3 авиаэскадрильи:
1АЭ : командир м-р Скнарин А.Е.
самолеты Ил-14, Ан-24, Ан-26
2АЭ: командир м-р Бабушкин К.Ф.
самолеты Ли-2
3АЭ; командир м-р Шушарин Н.Х.
самолеты Ан-12, Ан-14, Ан-2
Командиры 917 ОТАП:
Командиром полка был п-к Сутулов А.Ф. до 1972 года.
Его сменил п/п-к Кочетков Б.П.
Далее:
п-к Траторов Л.Ф. переведен из 943 МРАП
п-к  Кривенок А.П. переведён 593 ОТАП Приморского края
п-к Федорина А.Ф. Прослужил в полку с 1972г. по 1994г.
п-к Шорин С.Ф. до расформирования 917 ОТАП.
С конца 60-х годов и по 1996 год в полку был авиационный отряд на самолётах Ан-12РР (три машины).
В конце 80-х годов из Монголии был выведен авиационный отряд самолётов-разведчиков Ил-20М, ранее принадлежавший ГРУ ГШ СССР. Один самолёт был передан 917-му ОТАП, но его дальнейшая судьба оказалась печальной - 23 августа 1990 года, при выполнении взлёта с АС Кача, в результате ошибки экипажа м-ра В.Ф. Салицкого, самолёт сошёл с ВПП, разрушился и сгорел. Экипаж успел покинуть борт.
Первым летчиком-снайпером полка стал заместитель командира полка п/п-к Скнарин Альберт Евсеевич, летавший в полку на самолетах Ли-2, Ил-!4, Ан-24,Ан-26,Ан-2.
Первым летчиком, выполнившим задачу буксировки конуса на с-те Ан-26 стал м-р Федорина Анатолий Федосеевич будучи командиром 1 АЭ.
На 1 января 1992 года в составе полка были: 4 Ан-12Т, 3 Ан-12РР, 10 Ан-26, 9 Ан-2, 1 Ан-24 и 1 Ил-14.
1 сентября 1996 года 917-й авиационный полк был расформирован. Практически сразу на базе полка и 327-й ОПЛАЭ  (бывший 318-й ОПЛАП) на аэродроме Кача был сформирован 318-й отдельный смешанный Краснознамённый Констанский авиационный полк двухэскадрильного состава. Одна эскадрилья была противолодочная на самолётах Бе-12, вторая - транспортная. По состоянию на 2006 год в полку имелось 7-8 Бе-12 и около десятка Ан-26. Из-за выхода сроков эксплуатации шлангов герметизации и отсутствия поставок новых шлангов все Бе-12 работают только с суши, эксплуатация с воды - запрещена.
В 2009 году полк и части обеспечения переформированы в 7057-ю Констанскую Краснознамённую авиационную базу МА ЧФ.

## Авиатехника полка
Ли-2, Ил-14, Ан-2, Ан-24 и Ан-26, Ан-12, Ан-14, Ил-20М.

## Аварии и катастрофы
13 января 1969 года, при выполнении полёта на поиск упавшего самолёта Ту-22, в СМУ столкнулся с горой самолёт Ли-2, экипаж м-ра Филатова В.Ф. Погибли пять человек, в живых остался бортмеханик.
21 августа 1975 года произошла авария самолёта Ан-24, при выполнении посадки на аэродроме Херсонес.
15 марта 1982 года, самолёт Ан-26, экипаж подполковника И.В. Новикова, аэродром Анапа. Из-за ошибки экипажа самолёт на взлёте зацепил кроны деревьев и получил значительные повреждения. При попытке посадки самолёта на аэродром взлёта из-за нарушения управляемости самолёт сорвался в штопор и упал в лиман. Экипаж (шесть человек) и три пассажира - погибли.
23 декабря 1986 года выполнена аварийная посадка вне аэродрома самолёта Ан-12, ввиду малого остатка топлива. Экипаж не пострадал, самолёт получил повреждения. Виновным признан командир корабля подполковник Ю.И. Базыльчук.
23 августа 1990 года, аэродром Кача. При взлёте сошёл с ВПП, разрушился и сгорел самолёт Ил-20М. Экипаж жив.